# Kuan Fatu
Kuan Fatu ist ein indonesischer Distrikt (Kecamatan) im Westen der Insel Timor.

## Geographie
| „Dorf“ (Desa) | Fläche    | Einwohner |
| ------------- | --------- | --------- |
| Kusi          | 10,40 km² | 1.742     |
| Kuanfatu      | 13,35 km² | 3.421     |
| Kelle         | 12,75 km² | 1.482     |
| Basmuti       | 33,03 km² | 3.277     |
| Kakan         | 3,90 km²  | 1.838     |
| Lasi          | 8,57 km²  | 2.217     |
| Olais         | 20,66 km² | 1.843     |
| Nordkusi      | 6,82 km²  | 1.080     |
| Kelle Tunan   | 6,21 km²  | 762       |
| Taupi         | 2,94 km²  | 774       |
| Oebo          | 1,71 km²  | 454       |
| Oehan         | 8,96 km²  | 533       |
| Noebeba       | 7,24 km²  | 590       |

Der Distrikt befindet sich im Südwesten des Regierungsbezirks Südzentraltimor (Timor Tengah Selatan) der Provinz Ost-Nusa-Tenggara (Nusa Tenggara Timur). Im Westen liegen die Distrikte Süd-Amanuban (Amanuban Selatan) und Noebeba, im Norden Kuatnana und Zentral-Amanuban (Amanuban Tengah), im Osten Kolbano und im Süden Kualin.
Kuan Fatu hat eine Fläche von 136,54 km² und teilt sich in die 13 Desa Kusi, Kuanfatu, Kelle, Basmuti, Kakan, Lasi, Olais, Nordkusi (Kusi Utara), Kelle Tunan, Taupi, Oebo, Oehan, Noebeba. Der Verwaltungssitz befindet sich in Kuanfatu.  Die Desa unterteilen sich wiederum in insgesamt 30 Dusun (Unterdörfer). Während Kuanfatu auf einer Meereshöhe von 398 m liegt, befindet sich Kelle Tunan auf einer Höhe von 835 m über dem Meer. Das tropische Klima teilt sich, wie sonst auch auf Timor, in eine Regen- und eine Trockenzeit.

## Einwohner
2017 lebten in Kuan Fatu 20.013 Einwohner. 9.976 waren Männer, 10.037 Frauen. Im Distrikt gibt es sieben katholische und 70 protestantische Kirchen und Kapellen und eine Moschee.

## Wirtschaft, Infrastruktur und Verkehr
Die meisten Einwohner des Distrikts leben von der Landwirtschaft. Als Haustiere werden Rinder (6.763), Büffel (25), Schweine (7.429), Ziegen (1.776), Enten (52) und Hühner (24.541) gehalten. Auf 5.678 Hektar wird Mais angebaut, auf acht Hektar Reis, auf 1.490 Hektar Maniok, auf sieben Hektar Süßkartoffeln, auf vier Hektar Erdnüsse und auf fünf Hektar Mungbohnen. Weitere landwirtschaftliche Produkte sind Zwiebeln, Chili, Tomaten, Auberginen, Spinat, Avocados, Mangos, Tangerinen, Orangen, Papayas, Bananen und Jackfrüchte. Von Plantagen kommen Kokosnüsse, Pekannüsse, Kapok, Cashewnüsse, Arecanüsse, Kaffee, Kakao und Betelnüsse.
In Kuan Fatu gibt es 27 Grundschulen, acht Mittelschulen und eine weiterführende Schule. Zur medizinischen Versorgung stehen ein kommunales Gesundheitszentrum (Puskesmas) und ein medizinisches Versorgungszentrum (Puskesmas Pembantu) zur Verfügung. Im Distrikt sind drei Ärzte, acht Hebammen und drei Krankenschwestern ansässig.